# Hana to Arisu satsujin jiken
Hana to Arisu satsujin jiken (花とアリス殺人事件, Hana to Arisu Satsujin Jiken, br O Caso de Hana e Alice) é um filme de animação japonês escrito e realizado por Shunji Iwai. É uma prequela do filme de 2004 Hana to Arisu. Estreou-se no Japão a 20 de fevereiro de 2015. Uma adaptação em manga feita por Dowman Sayman, começou a ser publicada na revista Yawaraka Spirits da Shogakukan a 16 de fevereiro de 2015.

## Elenco
- Anne Suzuki como Hana
- Yû Aoi como Alice
- Ryo Katsuji como Yuda Kotaro
- Haru Kuroki como Ogino
- Tae Kimura como Sakaki Yuki (Professora de balé)
- Sei Hiraizumi como Kuroyanagi Kenji (Pai de Alice)
- Shoko Aida como Arisukawa Kayo (Mãe de Alice)
- Ranran Suzuki como Mutsu Mutsumi
- Tomohiro Kaku como Tomonaga
- Midoriko Kimura como Arai Tomomi (Mãe de Hana)